# Стивен Реј
Стивен Реј (енгл. Stephen Rea; Белфаст, 31. октобар 1946) ирски је позоришни, филмски и ТВ глумац, познат по улогама у филмовима Нила Џордана.
Седамдесетих година прошлог века наступао је у позоришној трупи „Фокус компани” заједно са Габријелом Бирном и Колмом Минијем. Дуги низ година глуми на филму и телевизији у Ирској и Великој Британији. Стекао је међународну пажњу када је био номинован за Оскара за најбољег глумца у филму Игра плакања (1992). Глумио је у филмовима као што су Интервју са вампиром (1994), Грађанин Икс (1995), Мајкл Колинс (1996), Крај једне љубавне приче (1999), Мускетар (2001), В за освету (2005), Подземни свет: Буђење (2012), поред многих.